# C/2014 Q2 (Lovejoy)
C/2014 Q2 (Lovejoy) este o cometă cu perioadă lungă, de culoare verzuie, care a fost descoperită de astronomul amator australian, Terry Lovejoy, la 17 august 2014, cu un telescop Schmidt-Cassegrain de 20 de centimetri, în constelația  sudică Pupa.
Cu o magnitudine de 15 (în spectrul vizibil) la primele observații, cometa a câștigat în strălucire atingând 7,4 în luna decembrie 2014. În 28−29 decembrie 2014, cometa a trecut la 1/3° de roiul globular Messier 79.  În luna ianuarie 2015, ea a atins magnitudinea 4 și va fi una dintre cele mai strălucitoare comete din această perioadă.. Are o colorație între albastru și verde datorată fluorescenței moleculelor de carbon excitate de radiațiile ultraviolete ale Soarelui.
Cometa are o perioadă estimată la 11.000 de ani înainte de a trece la periheliu, prevăzut pentru data de 30 ianuarie 2015, la 1,29 UA. După ce va trece la periheliu, perioada cometei va fi de circa 8.000 de ani.
La 7 ianuarie 2015 a trecut la 0,469 UA de Pământ.
Observațiile din 12 ianuarie au conferit cometei o magnitudine ușor superioară lui +4, între 3,5 și 4. La 15 ianuarie magnitudinea era de 3,5 și a rămas așa întreaga săptămână, îndepărtându-se de Pământ. Actualizarea din 18 ianuarie a condus la un ușor declin al magnitudinii, între +4 și +4,5.